# Marco Antônio de Mattos Filho
Marco Antônio de Mattos Filho, meglio noto come Marquinho (Passo Fundo, 3 luglio 1986), è un ex calciatore brasiliano, di ruolo centrocampista o ala.

## Caratteristiche tecniche
È un esterno sinistro di centrocampo, mancino di piede, ma si può adattare anche a fare il difensore laterale sinistro; ha una buona corsa ed un buon fisico.

## Carriera

### Club

#### Gli inizi
Dopo aver giocato per otto anni nelle giovanili di vari club brasiliani tra cui la Juventude, l'Internacional, il Grêmio, il Vasco da Gama e il Palmeiras, ottiene la sua prima convocazione in prima squadra nel 2006, rimanendo una riserva. Solo nel 2007 debutta nel Botafogo dove totalizza appena 5 gare.

#### Figueirense e Fluminense
La stagione successiva con il Figueirense disputa la prima stagione da titolare, mettendo a segno 5 reti in 27 gare. Nel 2009 viene acquistato a titolo definitivo dalla Fluminense per ricoprire un ruolo da titolare. L'anno successivo, insieme ai suoi compagni di squadra, conquista il Brasileirão.

#### Roma
Il 30 gennaio 2012 viene ingaggiato dalla Roma con la formula del prestito con diritto di riscatto fissato a 4,5 milioni di euro.
Il 19 febbraio esordisce in Serie A, subentrando nella partita contro il Parma nella ripresa, al posto di Miralem Pjanić. Il 1º aprile sigla la sua prima rete con la Roma, contro il Novara, nella gara terminata 5-2 per i giallorossi. Conclude la stagione con 3 reti in 15 presenze.
Il 29 giugno viene acquistato a titolo definitivo dalla Roma per 3,5 milioni di euro; con la società italiana firma un contratto valido fino al 30 giugno 2016.

#### Prestiti a Hellas Verona e Al-Ittihad
Il 31 gennaio 2014 viene acquisito in prestito dal Verona. Fa il suo esordio con la maglia gialloblù il 2 febbraio 2014, nella vittoriosa trasferta (gara vinta per 2-1) contro il Sassuolo. Il 27 aprile segna la sua prima rete veronese, contro il Catania, nell'incontro terminato con il risultato di 4-0 in favore degli scaligeri. Conclude la stagione con 15 presenze e 2 gol in campionato. Al termine della stagione il Verona decide di non esercitare il diritto di riscatto sul giocatore.
Il 2 luglio 2014 passa all'Al-Ittihad, club saudita, in prestito con diritto di riscatto fissato a 2,8 milioni di euro.

#### Il ritorno a Udine e il nuovo prestito
Il 18 agosto 2015 viene ceduto a titolo definitivo all'Udinese, con cui firma un contratto quadriennale.
Il 18 gennaio 2016 viene ceduto in prestito fino al termine della stagione ai sauditi dell'Al-Ahli.

#### Il ritorno in Brasile
Il 15 luglio dello stesso anno torna in Brasile, alla Fluminense.
Il 22 febbraio 2018, dopo aver collezionato 40 presenze e tre reti in tutte le competizioni, rimane svincolato.
Il 3 settembre 2018 firma un contratto con l'Athletico Paranaense valido fino a giugno 2019.
Nel giugno 2019 si accasa al Vasco da Gama, venendo presentato assieme al centrocampista Richard.
Il 3 febbraio 2020 torna alla Figueirense dopo dodici anni. Il 12 agosto 2021 il contratto del giocatore scade e non viene rinnovato.

## Statistiche

### Presenze e reti nei club
Statistiche aggiornate al 28 dicembre 2017.
| Stagione          | Squadra           | Campionato        | Campionato | Campionato | Coppe nazionali | Coppe nazionali | Coppe nazionali | Coppe continentali | Coppe continentali | Coppe continentali | Altre coppe | Altre coppe | Altre coppe | Totale | Totale |
| Stagione          | Squadra           | Comp              | Pres       | Reti       | Comp            | Pres            | Reti            | Comp               | Pres               | Reti               | Comp        | Pres        | Reti        | Pres   | Reti   |
| ----------------- | ----------------- | ----------------- | ---------- | ---------- | --------------- | --------------- | --------------- | ------------------ | ------------------ | ------------------ | ----------- | ----------- | ----------- | ------ | ------ |
| 2006              | Palmeiras         | A                 | 1          | 0          |                 |                 |                 |                    |                    |                    | -           | -           | -           | 1      | 0      |
| 2007              | Botafogo          | A                 | 5          | 0          | -               | -               | -               | -                  | -                  | -                  | -           | -           | -           | 5      | 0      |
| 2008              | Figueirense       | A                 | 25         | 4          | -               | -               | -               | -                  | -                  | -                  | -           | -           | -           | 25     | 4      |
| 2009              | Fluminense        | A/RJ+A            | 8+31       | 0+1        | CB              | 4               | 0               | CS                 | 9                  | 1                  | -           | -           | -           | 40     | 2      |
| 2010              | Fluminense        | A/RJ+A            | 10+28      | 3+4        | CB              | 6               | 0               | -                  | -                  | -                  | -           | -           | -           | 30     | 4      |
| 2011              | Fluminense        | A/RJ+A            | 14+32      | 4+4        | -               | -               | -               | CL                 | 5                  | 1                  | -           | -           | -           | 38     | 5      |
| gen.-giu. 2012    | Roma              | A                 | 15         | 3          | CI              | -               | -               | UEL                | -                  | -                  | -           | -           | -           | 15     | 3      |
| 2012-2013         | Roma              | A                 | 26         | 4          | CI              | 4               | 0               | -                  | -                  | -                  | -           | -           | -           | 30     | 4      |
| 2013-gen. 2014    | Roma              | A                 | 11         | 0          | CI              | 0               | 0               | -                  | -                  | -                  | -           | -           | -           | 11     | 0      |
| Totale Roma       | Totale Roma       | Totale Roma       | 52         | 7          |                 | 4               | 0               |                    | -                  | -                  |             | -           | -           | 56     | 7      |
| gen.-giu. 2014    | Hellas Verona     | A                 | 15         | 2          | CI              | -               | -               | -                  | -                  | -                  | -           | -           | -           | 15     | 2      |
| 2014-2015         | Al-Ittihād        | SPL               | 26         | 9          | CPC+CCS         | 1+2             | 1+1             | ACL                | 2                  | 0                  | -           | -           | -           | 31     | 11     |
| 2015-gen. 2016    | Udinese           | A                 | 11         | 0          | CI              | 2               | 0               | -                  | -                  | -                  | -           | -           | -           | 13     | 0      |
| gen.-giu. 2016    | Al-Ahli           | SPL               | 13         | 1          | CPC+CCS         | 1+4             | 0+2             | ACL                | 6                  | 1                  | -           | -           | -           | 24     | 4      |
| 2016              | Fluminense        | A/RJ+A            | 0+16       | 0+1        | CB              | 2               | 1               | -                  | -                  | -                  | -           | -           | -           | 18     | 2      |
| 2017              | Fluminense        | A/RJ+A            | 13+4       | 0          | CB              | 2               | 0               | CS                 | 0                  | 0                  | PL          | 3           | 1           | 22     | 1      |
| Totale Fluminense | Totale Fluminense | Totale Fluminense | 45+91      | 7+10       |                 | 14              | 1               |                    | 14                 | 2                  |             | 3           | 1           | 167    | 21     |
| Totale carriera   | Totale carriera   | Totale carriera   | 304        | 40         |                 | 28              | 5               |                    | 22                 | 3                  |             | 3           | 1           | 357    | 49     |

## Palmarès

### Club

#### Competizioni statali
- Campionato Catarinense: 1

Figueirense: 2008

#### Competizioni nazionali
- Campionato brasiliano: 1

Fluminense: 2010
- Campionato saudita: 1

Al-Ahli: 2015-2016
- King Cup of Champions: 1

Al-Ahli: 2016